# Солари, Лаура
Лаура Солари (итал. Laura Solari; 5 января 1913, Триест, Австро-Венгрия — 13 сентября 1984, Беллинцона, Швейцария) — итальянская актриса театра, кино и телевидения.

## Биография
Лаура Камаур, дочь художника, училась в Вене и в миланской Академии Брера. Вскоре начала работу в кино, где ей преимущественно доставались роли «фам фаталь». В 1930 году вышла замуж за венгерского офицера Оскара Семера, но развелась с ним в 1940 году в Рино. В том же году удостоилась приза Венецианского кинофестиваля за роль в фильме «Дон Паскуале». Благодаря тесному сотрудничеству немецких и итальянских кинематографистов в 40-е годы Лаура Солари стала самой известной итальянской кинозвездой в Германии, снявшись в трёх фильмах производства UFA.
В послевоенные годы была занята преимущественно в театре и на итальянском телевидении.

## Фильмография
- 1939: Una moglie in pericolo
- 1940: Дон Паскуале / Don Pasquale
- 1941: Alles für Gloria
- 1942: Die Sache mit Styx
- 1942: ГПУ / GPU
- 1953: Il mondo le condanna
- 1953: Римские каникулы / Roman Holiday
- 1961: Vacanze alla Baia d’Argento
- 1961: Возвращение доктора Мабузе / Im Stahlnetz des Dr. Mabuse
- 1961: Ромул и Рем
- 1968: Banditi a Milano